# Roudouallec
Roudouallec település Franciaországban, Morbihan megyében. Lakosainak száma 715 fő (2022. január 1.). Roudouallec Spézet, Gourin, Guiscriff, Scaër, Leuhan és Saint-Goazec községekkel határos.

## Népesség
A település népessége az elmúlt években az alábbi módon változott:
| Lakosok száma | 1144 | 856  | 772  | 704  | 727  | 728  | 710  | 705  | 702  | 715  |
|               | 1968 | 1982 | 1990 | 2006 | 2013 | 2015 | 2017 | 2019 | 2020 | 2022 |